# アルクマールの光景
『アルクマールの光景』（アルクマールのこうけい、蘭: Gezicht op Alkmaar、英: View of Alkmaar）は、17世紀オランダ絵画黄金時代の画家ヤーコプ・ファン・ロイスダールが1665-1670年ごろにキャンバス上に油彩で制作した風景画である。1939年に購入されて以来、ボストン美術館に所蔵されている。

## 作品
ヨーロッパ北部の初期の風景画は、一般に想像上の光景やイタリアなど外国の美しい風景を描いた。しかし、17世紀のオランダの画家たちは彼ら自身の低地の国土に広大な空を理想化することなく描き、新たな風景画の形式を切り開いた。彼らの風景画はあらゆる階層の市民たちに熱心に購入され、顧客に恵まれていたが、彼らは画業だけでは生計が成り立たなかったため、副業にも精を出さなければならなかった。
医者でもあったヤーコプ・ファン・ロイスダールは叔父サロモン・ファン・ロイスダールと異なり、多くの種類の風景画を描き、これにより17世紀後半のオランダの風景画市場を支配することができた。画家の主題には、節くれだった木々のある森、冬景色、滝、海景、彼の故郷ハールレムの近郊、そしてオランダとドイツの国境近くの (高くない)「山々」などが含まれている。ロイスダールはまた、より強い色彩と光の対比をもちいて、ほかの多くの画家たちとは一線を画した。
アルクマールの眺望を表す本作には、暗い森が開けた土地を通る砂の小道とともに描かれている。どこまでも高い、雲に閉ざされた空が支配する画面で、太陽光線がはるか下の大地に陰影模様を生み出し、光の当たっている部分と陰になっている部分が帯状に交互に繰り返されている。画面は小さめのサイズであるが、圧倒的な効果が創り出されている。